# Цзинъань (Шанхай)
Цзинъа́нь (кит. упр. 静安, пиньинь Jìng'ān) — район городского подчинения города центрального подчинения Шанхай (КНР), один из центральных районов города.

## История
На территории района находится основанный в 247 году буддийский храм Цзинъаньсы, по которому и назван сам район.

### Исторический район Цзинъань
В 1899 году эти земли были переданы из состава уезда Шанхай в состав Шанхайского международного сеттльмента. В 1914 году часть земель на юге этой территории была передана в состав Шанхайской французской концессии. В разное время на этой территории проживали многие известные люди во время их пребывания в Шанхае: жена Чжан Сюэляна, Чжан Айлин, Чарли Чаплин, Ши Чжэцунь.
По результатам Второй мировой войны иностранные концессии были ликвидированы, и после образования КНР на этих землях были образованы районы Цзинъань, Синьчэн (新成区) и Цзяннин (江宁区). В 1956 году район Цзинъань был расформирован, а его территория была разделена между районами Синьчэн и Чаннин. В 1960 году район Цзинъань был создан вновь, а районы Синьчэн и Цзяннин были к нему присоединены.

### Чжабэй
Севернее исторического района Цзинъань ранее находился район Чжабэй, название которого в переводе означало «к северу от шлюзов». В конце XVII века по распоряжению местных властей в районе моста Фуцзяньлуцяо через реку Сучжоухэ было возведено два шлюза, которые (по времени постройки) стали называть «старый шлюз» и «новый шлюз». В 1863 году на юго-восточной части будущего района Чжабэй был основан американский сеттльмент (впоследствии вошедший в состав международного сеттльмента), и территория начала развиваться. В конце XIX — начале XX века через эти земли к Шанхаю были подведены железные дороги, соединившие город с внутренними районами Китая.
В 1922 году на этих землях, в качестве результата деятельности альянса гоминьдана и КПК, открылся Шанхайский университет. В 1928 году был официально образован район Чжабэй. В 1932 году район пострадал в ходе инцидента 28 января. 13 августа 1937 года с перестрелки в Чжабэе началось второе Шанхайское сражение, после которого японцы оккупировали Шанхай. После 1949 года Чжабэй начал развиваться как индустриальный район.
После открытия в 1987 году нового шанхайского вокзала находящийся в Чжабэе «старый северный вокзал» был закрыт; с 2006 года он превращён в железнодорожный музей.

### Объединённый район
4 ноября 2015 года район Чжабэй был присоединён к району Цзинъань.

## Административно-территориальное деление
Район Цзинъань делится на 5 уличных комитетов.

## Достопримечательности
- Цзинъаньсы